# Hem B
Hem B (haem B, protohem IX) je najrasprostanjeniji hem. Hemoglobin i mioglobin su primeri transportnih molekula kiseonika koji sadrže hem B. Familija peroksidaznih enzima takođe sadrži hem B.  i  enzimi (ciklooksugenaze) sadrže hem B u jednom od dva aktivna mesta.
Hem B je generalno vezan za okružujući matriks (apoprotein) putem jedne koordinatne veze između gvožđa hema i aminokiselinskog bočnog lanca.
Hemoglobin i mioglobin imaju koordinatnu vezu sa evoluciono konzerviranim histidinom, dok sintaza azot oksida i citohrom P450 imaju koordinacinu vezu sa evoluciono konzerviranim cisteinom.
Gvožđe proteina koji sadrže hem B je vazano za četiri azota porfirina (koji formiraju ravan) i jednim elektron donirajućim atomom proteina. Stoga je gvožđe obično u pentakoordiniranom stanju. Kad se kiseonik ili toksični ugljen-monoksid vežu, gvožđe postaje heksakoordinirano.